# Sommer-Paralympics 1988
Die VIII. Sommer-Paralympics fanden vom 15. Oktober bis zum 24. Oktober 1988 in Südkoreas Hauptstadt Seoul statt. Seit diesen Spielen werden die Sommer-Paralympics wieder am gleichen Ort wie die Olympischen Sommerspiele ausgetragen.

## Eröffnungsfeier
Die Eröffnungsfeier fand im Olympiastadion von Seoul am 15. Oktober statt. Mit einem Rekord von 3.053 Athleten aus 61 Ländern startete die Parade im Stadion. Eröffnet wurden die 8. Sommer-Paralympics vom damaligen Präsidenten Südkoreas, Roh Tae-woo.

## Teilnehmende Nationen
| - Ägypten - Argentinien - Australien - Bahamas - Bahrain - Belgien - BR Deutschland - Brasilien - Bulgarien - Volksrepublik China - Dänemark - Kanada - Kolumbien - Färöer - Finnland - Frankreich - Griechenland - Guatemala - Hongkong - Indien | - Indonesien - Iran - Irland - Island - Israel - Italien - Jamaika - Japan - Jordanien - Jugoslawien - Kenia - Kuwait - Liechtenstein - Macau - Malaysia - Marokko - Mexiko - Neuseeland - Niederlande - Norwegen | - Österreich - Oman - Philippinen - Polen - Portugal - Puerto Rico - Zypern - Schweden - Schweiz - Singapur - Spanien - Südkorea - Thailand - Trinidad und Tobago - Tschechoslowakei - Tunesien - Sowjetunion - Ungarn - Vereinigte Staaten - Vereinigtes Königreich |

## Sportarten
In 16 Sportarten wurde um Medaillen gekämpft. Zusätzlich wurde Rollstuhltennis als Demonstrationssportart eingeführt.
- Boccia
- Bogenschießen
- 7er-Fußball
- Gewichtheben/Powerlifting
- Goalball
- Judo
- Lawn Bowling
- Leichtathletik
- Radsport
- Rollstuhlbasketball
- Rollstuhlfechten
- Rollstuhltennis (Demonstrationssportart)
- Schießen
- Schwimmen
- Snooker
- Tischtennis
- Volleyball